# Cmentarz polskokatolicki w Podwysokim
Cmentarz polskokatolicki w Podwysokim – nieczynny cmentarz wyznaniowy dla wiernych Kościoła Polskokatolickiego położony we wsi Podwysokie w województwie lubelskim. Cmentarz położony jest przy drodze do Skierbieszowa, 300 m na południe od zabudowy. Teren cmentarza jest uporządkowany.
Parafia narodowa we wsi Podwysokie koło Zamościa została założona przez ks. Michała Osetka w 1928 roku. W XX wieku prawosławni założyli we wsi cmentarz grzebalny, czynny do I wojny światowej. Najstarszy zachowany nagrobek pochodzi z 1914 roku. Następnie użytkowali go polskokatolicy, od chwili utworzenia parafii, aż do lat 40. Obecnie cmentarz jest nieczynny.                                                       